# NGC 1888
NGC 1888 este o interacțiune de galaxii situată în constelația Iepurele. A fost descoperită în 31 ianuarie 1785 de către William Herschel.